# Новополоцк
Новопо́лоцк (на беларуски: Наваполацк; на руски: Новополоцк) е град на републиканско подчинение във Витебска област, Беларус. Населението на града през 2009 година е 101 596 души (по приблизителна оценка от 1 януари 2018 г.).

## История
Селището е основано през 1958 година.

## Население
Населението на града през 2009 година е 98 138 души, от тях етнически се самоопределят като:
- беларуси – 80,89%
- руснаци – 15,51%
- украинци – 1,47%
- друга народност – 2,13%